# Brookfield (Nouvelle-Zélande)
Pour les articles homonymes, voir Brookfield.
Brookfield est une banlieue de la cité de Tauranga, dans la Bay of Plenty, située dans l’île du Nord de la Nouvelle-Zélande.

## Éducation
- L’école de Brookfield School est une école d’État, mixte, assurant le primaire, allant des années 1 à 6[1], [2] avec un effectif de 260 élèves en mars 2019 [3].